# ميوريل ليستر
ميوريل ليستر (9 ديسمبر 1883 – 11 فبراير 1968) وُلدت في ليتونستون (الآن في شرق لندن، ولكن كانت آنذاك إحدى ضواحي إسكس المزدهرة) ونشأت في لوتون، حيث كانت عضوًا في كنيسة الاتحاد. كانت مصلحة اجتماعية، ومسالمة، وبروتستانتية غير أصولية.

## حياتها
ميوريل ليستر هي ابنة هنري ليستر، وهو رجل أعمال من المعمدانيين، ورئيس اتحاد إسكس المعمداني، ورئيس مجلس إدارة مدرسة وست هام. عُمّدت في عام 1898 وهي في الخامسة عشرة من عمرها. عاشت مع والديها في ذا غرانج، لوتون، وحصلت بعد ذلك على منزل خشبي، كوخ روز، أعادت تسميته بكوخ راشيل واستخدمته منزلًا لقضاء عطلة نهاية الأسبوع للأطفال.
كانت مسؤولة عن قاعة كينغسلي مع شقيقتها دوريس ليستر. سُميت القاعة باسم شقيقها الذي توفي في شبابه وهو يبلغ من العمر 26 عامًا.
أصبحت في عام 1934 سفيرة عامة، وبعد ذلك وزيرة السفر للزمالة الدولية للمصالحة.
رافقت ليستر المهاتما غاندي في جولته في المناطق المنكوبة بالزلزال في بهار خلال جولته المناهضة لحظر المساس في عام 1934، وبقي في قاعة كينغسلي، وهي مؤسسة ليسترز في بو. هناك لوحة زرقاء للأخوات ليستر على الكوخ، رقم 49 بالدوينز هيل في لوتون، حصلن عليها بعد بيع ذا غرانج وكوخ راشيل كشقق سكنية. سبق أن سَكن الكوخ الثاني السير جيكوب إبستين.
كانت ميوريل ليستر ناشطة سلام في أثناء الحرب الأهلية الإسبانية. التُقطت صورة لها في مؤتمر سلمي عام 1936 تقف بها الرابعة من اليسار، والصورة موجودة في صفحة خوسيه بروكا على ويكيبيديا. رأى الكاتب الأمريكي آلان هانتر في كتابه الكتل البيضاء في أوروبا (1939) نهاية الحرب الأهلية الإسبانية وبداية الحرب العالمية الثانية من جميع أنحاء المحيط الأطلسي، وعلى الرغم من النظرة البائسة في أوروبا، فقد رأى أيضًا بعض الأسباب للتفاؤل في عمل المنظمات الإنسانية بما في ذلك أعمال ميوريل ليستر.
تقاعدت ميوريل ليستر من العمل بدوام كامل في عام 1958، وفي عيد ميلادها الثمانين عام 1963، أصبحت مواطنة حرة من مقاطعة بوبلار. بحلول ذلك الوقت، رُشحت مرتين لجائزة نوبل للسلام واعتُرف بها واحدةً من أبرز دعاة السلام في العالم. سُميت باسمها دار ميوريل ليستر التعاونية في جامعة ميشيغان.

## عائلتها
ليستر هي عمة جورج هوغ. سافرا معًا إلى اليابان  في عام 1937، وواصل هوغ سفره إلى شنغهاي ثم المناطق النائية الصينية. أصبح مشهورًا في ما بعد لإنقاذه 60 طفلًا يتيمًا عندما سار بهم إلى بر الأمان مسافة 1,100 كيلومتر.

## سيرها الذاتية
- حدث لي (سيرة ذاتية)، هاربر براذرز، 1937
- حدث ذلك، هاربر براذرز، 1947